# HeliCops
HeliCops este un serial de televiziune german difuzat de televiziunea Sat.1, serialul a fost regizat din anul 1998 până în 2001.

Serialul are în total 35 de episoade.